# Bismarckstraße (metropolitana di Berlino)
La stazione di Bismarckstraße è una stazione della metropolitana di Berlino, posta all'incrocio delle linee U2 e U7.
Prende il nome dalla strada denominata Bismarckstraße.

## Strutture e impianti
Il progetto architettonico della stazione fu elaborato da Rainer G. Rümmler.